# ユニバーサルサウンドデザイン
ユニバーサルサウンドデザイン（Universal Sound Design、USDと略記することもある）とは、聞こえに関して老若男女や難聴や健聴といった差異を問わずに聞き取りやすい音環境の設計（デザイン）を行うことをいい、情報障害・コミュニケーション障害を改善することを同様に表現することもある。

## 概説
NPO法人日本ユニバーサル・サウンドデザイン協会の理事長である中石真一路（なかいし しんいちろう）が2011年に公式に提唱した概念。
ユニバーサルデザインのコンセプトである「できるだけ多くの人が利用可能であるようなデザインにすること」を「音や声の聞こえ」に絞ったものである。
健聴者はもちろん「加齢により聞こえが気になる人へ聴こえやすい音環境のデザイン」「難聴者や中途失聴者が聴き取りやすい音環境のデザイン」など「聴こえやすい環境のユニバーサルデザイン」が基本コンセプトである。デザイン対象を高齢者・障害者に限定していない点が、一般に言われるバリアフリーとは異なる。